# Peniame Drova
Peniame Drova (15 oktober 1990) is een Fijisch voetballer die bij voorkeur als verdediger speelt.
Op 13 juli 2011 in de thuiswedstrijd tegen Vanuatu maakte Drova zijn debuut voor Fiji voetbaleftal. Hij deed hele wedstrijd mee en hij won de wedstrijd met 2-0.